# Oceano mare
Oceano mare è un romanzo di Alessandro Baricco del 1993, vincitore del Premio Viareggio (sezione narrativa).
Diviso in tre capitoli (Locanda Almayer, Il ventre del mare e I canti del ritorno), è caratterizzato da un clima onirico e da personaggi surreali.

## Trama
Il luogo principale in cui si svolge la prima parte del romanzo è la Locanda Almayer, che Baricco prende in prestito dallo scrittore Joseph Conrad e nella quale tutti i personaggi convergono, ognuno con il proprio passato ed i propri timori. Il tema del mare, con il suo valore magico, taumaturgico, ma anche terribile, viene analizzato sotto molteplici sfaccettature attraverso la storia dei singoli personaggi: dalla giovane Elisewin, malata di ipersensibilità e che ha paura di tutto e di tutti, al professor Bartleboom e i suoi studi sui limiti, fino al pittore Plasson, che cerca gli occhi del mare e che per dipingerlo usa esclusivamente l'acqua marina, raffigurando vedute oceaniche su tele che restano ostinatamente bianche. Fra di loro una bellissima donna, Madame Deverià, mandata in quel luogo dal marito perché "guarisca" dalla malattia dell'adulterio, e Padre Pluche, un sacerdote che accompagna Elisewin nel suo viaggio fin dalle Terre di Carewall.
Nella seconda delle tre parti che compongono il romanzo, "Il ventre del mare", si fa riferimento alla vicenda della fregata francese Méduse, naufragata al largo dell'attuale Mauritania nel 1816. A seguito del naufragio parte dell'equipaggio e dei passeggeri, 147 in totale, cercarono la salvezza a bordo di una zattera, su cui si scatenò uno scenario di morte, desolazione, abbandono e sofferenza che porteranno al cannibalismo. Il tema era stato già affrontato dal pittore romantico francese Théodore Géricault nel suo dipinto "La zattera della Medusa". In particolare Baricco incentra questa parte del suo racconto sulle figure di Savigny, un medico francese dell'equipaggio, e del marinaio Adams che nella triste avventura della zattera perderà la donna amata. Tramite una divisione narrativa, l'autore mostra i punti di vista dei due uomini durante il loro naufragio.
Nella terza parte Baricco mostra il destino di ognuno dei personaggi finora presentati nelle prime due parti, dedicando a ciascuno un capitolo. Elisewin, dopo un incidente avvenuto durante una tempesta che colpì la locanda, superò la sua agorafobia e partì per terre lontane, giungendo da Langlais; inizialmente fu ancora seguita da padre Pluche, che dopo cinque giorni tornò indietro. Il  capitolo dedicato al sacerdote è costituito da preghiere da lui scritte.
Il capitolo di Ann Deverià è costituito da una breve lettera che lei scrive all'amato André su consiglio di Bartleboom. Del pittore Plasson leggiamo un catalogo delle sue opere redatto da Bartleboom e dedicato alla stessa Deverià: si tratta per lo più di quadri dedicati al mare. La storia di Bartleboom si concentra sulle sue relazioni: convinto dalle zie a smettere di cercare la donna ideale (pensiero che lo tormentava da anni e che lo spingeva a scrivere numerose lettere alla futura immaginaria sposa), il professore si fidanza con Maria Luigia Severina Hohenheith, scelta per lui da sua zia Matilde; alle terme di Bad Hollen, però, incontra e si innamora di Anna Ancher, pittrice e amica di Plasson. Da quel momento comincia per lui un andirivieni tra le città Bad Hollen e Hollenberg (città di origine di Anna, a 50 chilometri da Bad Hollen), dove incontra e si innamora di Elisabetta, pianista e sorella gemella di Anna. Nella continua spola tra le due città, anche a causa della continua indecisione del professore, Bartleboom rompe il fidanzamento con Maria Luigia e non riesce a fidanzarsi né con l'una né con l'altra sorella, finendo per rinunciare del tutto all'idea di sposarsi.
Nei capitoli dedicati a Savigny e ad Adams, si racconta di come il marinaio perseguitò il dottore per vendicarsi: entra nella stanza di Ann Deverià dove lei giace col suo amante (André Savigny) e la pugnalerà costringendolo poi a portare il corpo della donna in spiaggia e lasciarlo scivolare in mare replicando e riproponendo così l'assassinio di Thérèse per mano di Savigny; per questo motivo Adams fu condannato a morte e impiccato. Infine, il capitolo conclusivo è dedicato al misterioso occupante della settima stanza della locanda.

## Stile
Fin dall'incipit del romanzo l'autore esibisce lo stile tipico, e talvolta criticato, dei suoi primi lavori, basato perlopiù su frasi paratattiche segmentate, e ripetizioni.

## Opere derivate
- Sia Elisewin che Forever at your mercy del gruppo musicale italiano Ashram si ispirano a quest'opera di Baricco.
- Dal romanzo è tratto il monologo del macellaio del film In the market.
- Del romanzo parla anche la canzone Camera con vista sul ritorno, tratta dall'album Poeticherie del 2004, dei Cappello a cilindro.
- Il pallavolista Ivan Zaytsev ha tra i suoi tatuaggi il titolo del libro, in quanto uno dei suoi libri preferiti.[3]
- Nel 2021 l'attore di teatro Giuseppe Ferlito firma la riduzione drammaturgica di Oceano Mare.

## Edizioni
- Alessandro Baricco, Oceano mare, Universale Economica, Feltrinelli, 2007, 2013,  p. 224, ISBN 978-88-07-88302-6.